# Opzione (cinema)
Nell'industria cinematografica l'opzione è un accordo contrattuale tra una casa cinematografica e il detentore dei diritti di un'opera, il quale sceglie di sottostare alla prevendita dei diritti della sua opera prima di una certa data.
Si tratta di semiacquisizione dei diritti cinematografici di un'opera, che sia letteraria o di altro genere, dalla quale si deciderà poi se trasporla con l'approvazione del semaforo verde, cosa che consente ai produttori di ridurre le perdite finanziarie in caso di fallimento del progetto, ed è per questo che è molto comune e utilizzata nell'industria cinematografica.
In questo modo produttori possono iniziare a far scrivere una sceneggiatura basata sull'opera opzionata.
Parlando finanziariamente, l'accordo contrattuale si qualifica come un'opzione reale ed è per questo molto simile ad altri tipi di opzione.